# Мегхна
Мегхна ели Мегна (на английски: Meghna, на бенгалски: মেঘনা নদী) е река в Североизточна Индия и Бангладеш, представляващ източния ръкав от общата делта на реките Ганг и Брахмапутра на територията на Бангладеш. Дължина 240 km (с лявата съставяща я река Барак 1140 km), площ на водосборния басейн 82 000 km².. 
Река Барак (дължина 900 km) води началото си от северните части на планините Манипур в щата Манипур в Североизточна Индия, на 1861 m н.в. В горното си течение тече в югозападна посока. В района на град Типаймукх рязко завива на север и заобикаля от изток, юг и запад хребета Вайга и в района на град Лайкхипур (щата Асам) навлиза в най-източната част на Индо-Гангската равнина. Основни притоци – леви: Сонаи, Тлонг, Лангаи, Ману. Около град Каримгандж (на индийско-бангладешката граница) река Барак се разделя на два ръкава. Левия (южен) ръкав под имената  Боглия, Кушияра, Бибияна и Кални продължава на югозапад. Десният (северен) северен ръкав под имената Сурма, Нава, Баулай и Джани се насочва на запад, а след това на юг.
В района на град Баджитпур (в Бангладеш), на 24°10′ с.ш и 91°00′, двете реки Барак и Сурма отново се сливат и образуват река Мегхна. Тя продължава около 150 km в посока юг-югозапад и тук в нея се влива отляво най-големият ѝ приток река Гумти. След сливането си с главния ръкав на делтата (Падма), образува голям естуар с ширина до 15 km. След около 90 km естуарът се разделя на три ръкава: Тутулия (западен), Шахбазпур (централен) и Хатия (източен), които се вливат в Бенгалския залив на Индийския океан. Река Мегхна е плавателна по цялото си протежение (240 km). Тя е многоводна целогодишно, тъй като водосборният ѝ басейн частично е разположен в пределите на планината Шилонг (най-влажното място на Земята). Среден годишен отток 3600 m³/s. Долината на реката е подложена на чести наводнения, предизвиквани както от обилните валежи в региона, така и от навлизането на морските приливи нагоре по течението ѝ. След град Чандпур бреговете ѝ са обрасли с гъсти мангрови гори.